# Richard Sturzenegger
Richard Sturzenegger (* 18. Dezember 1905 in Zürich; † 24. Oktober 1976 in Münsingen BE; heimatberechtigt in Reute und ab 1951 in Bern) war ein Schweizer Musiker, Komponist und Musikpädagoge.

## Leben
Richard Sturzenegger war der Sohn des Karl Ludwig Sturzenegger und der Anna Johanna Eugenia Hassler. Sturzenegger ehelichte 1935 Helga Berta Elisa Sibylla Paascke, deutsche Staatsangehörige. Seine zweite Ehefrau war Nora von Tavel.
Sturzenegger absolvierte ein Musikstudium in Paris.  Er erlernte Violoncello bei Fritz Reitz, Diran Alexandrian und Pablo Casals sowie Harmonielehre und Kontrapunkt bei Nadia Boulanger. Von 1927 bis 1935 war Sturzenegger Mitglied der Sächsischen Staatskapelle Dresden und Solocellist der Dresdner Philharmonie. Daneben nahm er Kompositionsunterricht bei Ernst Toch.  Ab 1935 wirkte Sturzenegger als Solocellist der Berner Musikgesellschaft und war Mitglied des Berner Streichquartetts. Gleichzeitig wurde er Lehrer für Violoncello und Kammermusik am Konservatorium für Musik. Von 1963 bis 1976 war er dort Direktor. Sturzeneggers kompositorische Œuvre umfasst Orchesterwerke, Kammermusik, Werke für Violoncello und Lieder.